# Pliometria
Per pliometria (dal greco pleios = più e metron = misura) si intende un'attività fisica caratterizzata dal rapido susseguirsi di una contrazione eccentrica e di una concentrica. Esistono diversi programmi di allenamento basati su esercizi pliometrici che permettono di sviluppare un aumento di potenza, rapidità, esplosività e forza massimale del muscolo. Questa metodologia di allenamento è stata creata dal preparatore russo Yury Verkhoshansky negli anni ‘50, mentre il termine venne introdotto da Fred Wilt, atleta e successivamente allenatore statunitense, per definire degli esercizi che prima di allora erano genericamente definiti "jump training".

## Fondamenti fisiologici
Le basi biomeccaniche dell'azione pliometrica sono tuttora oggetto di studi. Il modello meccanico maggiormente utilizzato per il muscolo contiene delle componenti elastiche in serie, ed altre in parallelo, alla componente contrattile. Il fenomeno principalmente interessato è il cosiddetto ciclo allungamento-accorciamento, in cui un allungamento del muscolo oltre la sua lunghezza di riposo (contrazione eccentrica) è seguito da un accorciamento attivo dello stesso (contrazione concentrica).
Le componenti in serie all'unità contrattile, vale a dire i tendini e i cross-bridges, sono capaci di immagazzinare l'energia elastica dovuta all'allungamento.
Se questa prima fase si svolge in tempi sufficientemente brevi, tale energia può essere utilizzata insieme a quella prodotta dalla contrazione concentrica dovuta alle fibre proteiche all'interno dei sarcomeri. La potenza totale espressa è superiore a quella del muscolo stimolato senza un precedente stiramento, e questo tipo di esercizio è pertanto utilizzato nella tecnica e nell'allenamento degli sport che necessitano di movimenti esplosivi, quali ad esempio i salti.

## Con peso aggiuntivo
La pliometria può anche essere eseguita con peso aggiuntivo. Ciò può significare che la forza complessiva applicata è aumentata. Questo, a sua volta, può portare a una maggiore capacità di muoversi potentemente.